# Emmanuel Pirard
Emmanuel Pirard (Verviers, 21 februari 1974) is een gewezen Belgische voetballer. Hij speelde onder meer voor La Louvière en RSC Anderlecht.

## Carrière
In de jeugd speelde Pirard voor verscheidene clubs. Hij begon bij CS Juslenville, waar hij vijf jaar voetbalde. In 1987 maakte hij de overstap naar de jeugdploegen van Club Luik alvorens in 1992 voor de eerste keer bij RRFC Montegnée te belanden.
In 1994 maakte hij zijn debuut in de A-ploeg van AS Herstal, waar hij slechts één jaar bleef. Na een korte stop bij Hoeselt VV en opnieuw Montegnée tekende hij een contract bij Club Luik en later La Louvière, dat toen in Tweede Klasse vertoefde. In 2000 promoveerde La Louviére via de eindronde naar Eerste Klasse en werd Pirard bij RSC Anderlecht binnengehaald als de doublure voor rechtsachter Bertrand Crasson.
Pirard maakte bij Anderlecht enkele succesvolle jaren mee vanaf de bank. Anderlecht won in die periode onder meer van Manchester United en Real Madrid in de UEFA Champions League. In 2002 verhuisde hij naar CS Visé, maar ook daar speelde hij niet vaak. Na twee matige seizoenen keerde hij voor een tweede keer terug naar Montegnée om uiteindelijk weer bij CS Visé terecht te komen. In 2008 stopte hij met voetballen.